# Delamare Bois
Pour les articles homonymes, voir Delamare.
Delamare Bois est une entreprise française de l'industrie du bois, l'une des plus anciennes au monde.
Fondée en 1690, installée à Criquebeuf-sur-Seine,
Elle est spécialisée dans la transformation et le négoce du bois.